# Антипассив
Антипасси́в — косвенный залог глагола, выражающий самодостаточное действие субъекта или состояние, наступившее в результате такого действия. Исходное дополнение (пациенс) идёт на понижение, подлежащее (агенс) — повышается. Чаще всего антипассив встречается в языках эргативного строя.

## Характеристика
К антипассиву близок объектный имперсонал тем, что в позиции подлежащего отсутствует субъект действия. Чёткое разграничение этих понятий, по версии Плунгяна В. А. и Мельчука И. А., производит тот факт, что антипассив изменяет способ выражения объекта, а имперсонал полностью его удаляет. На этом основании синтаксические особенности двух залогов являются более приоритетными в разграничении понятий, чем семантическая специфика.
Для антипассива справедлива импликация вида: XPintr → (∃Y)XPtrY

## Примеры
В эргативном языке дирбал, например, чтобы соединить два простых предложения «Мужчина зашёл» и «Мужчина увидел женщину», нужно добиться того, чтобы подлежащее мужчина в обоих случаях имело одну и ту же форму. Однако в первом случае подлежащее должно иметь форму абсолютива, а во втором − эргатива. Тогда решением проблемы является антипассив, повышающий эргативный агенс до абсолютива с сохранением пациенса в форме дополнения в дательном падеже:
baji jaɽa bani-ɲu baɡun ɟuɡumbil-ɡu buɽal-ŋa-ɲu
M.ABS мужчина.ABS идти-NFUT F.DAT женщина-DAT видеть-ANTIP-NFUT
«Мужчина зашёл и увидел женщину».